# AB Alingsås Rådhus
AB Alingsås Rådhus är ett svenskt förvaltningsbolag som agerar moderbolag för de verksamheter som Alingsås kommun har valt att driva i aktiebolagsform. Bolaget ägs helt av kommunen.

## Bolag
Källa: 
- Fastighetskoncernen Alingsås Rådhus AB
  - Aktiebolaget Alingsåshem
  - Fabs AB
- Alingsås Energi Nät Aktiebolag
  - Alingsås Energi Aktiebolag